# 国恥地図
国恥地図（こくちちず、繁体字中国語: 國恥地圖、簡体字中国語: 国耻地图）は、中国（当時は国民政府の統治する中華民国）で1930年前後に作られた、中国が欧米と日本の列強により喪失したとされる領土を示した地図である。

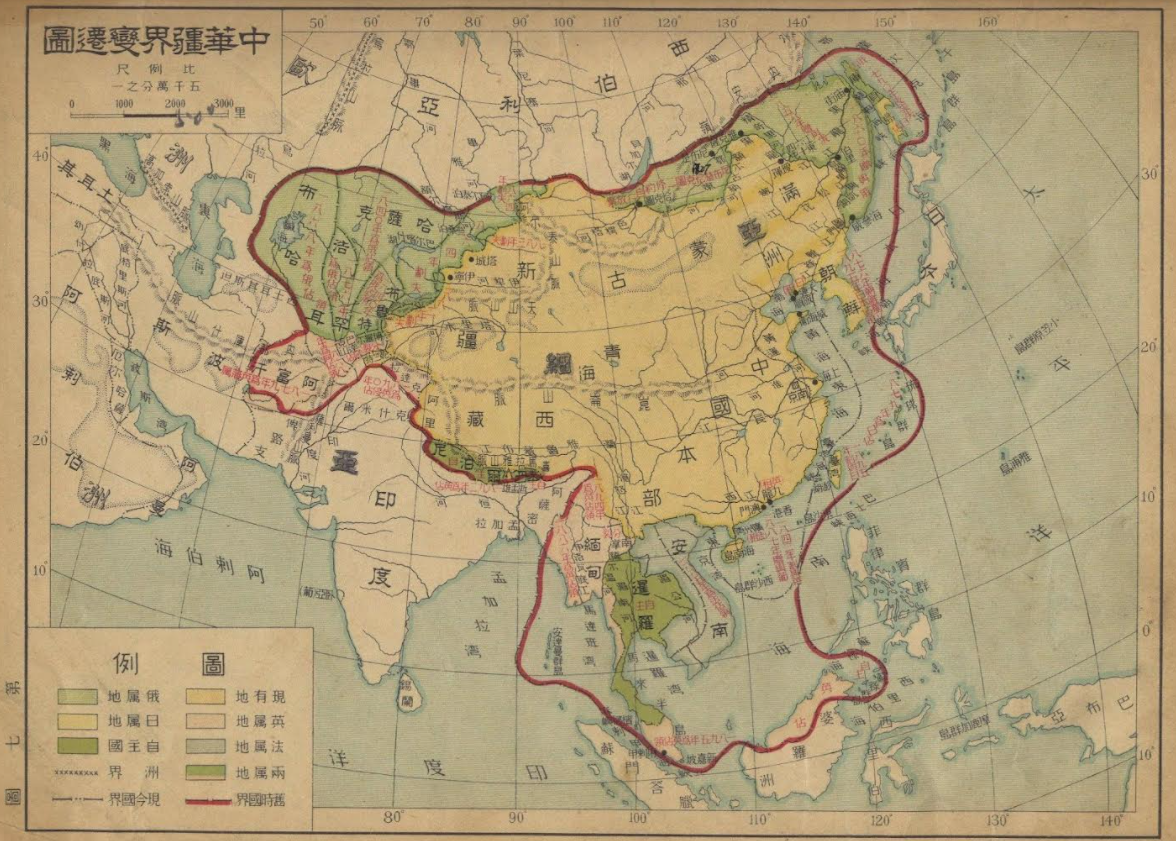
国恥地図の一例。1933年（昭和8年）の世界輿地學社「小學適用本國新地圖」。

## 概要
1933年に上海の世界輿地学社から発行された小学校用の地理の教科書で使用され、中国が喪失した領土として教育された。そこでは沖縄を含む琉球群島、台湾（当時は日本統治下）、東沙諸島、フィリピンのパラワン島、インドシナ半島、ボルネオ島北部のマレーシア、ブルネイ、マレーシア、シンガポールのあるマレー半島、インド領のアンダマン諸島、樺太など多くの国の領土を含んでいる。
これらの面積は中華人民共和国の国土面積の2倍を超えている。
阿南友亮東北大学院教授によれば、現在の中国のエリートも領土の範囲は違うが似たような歴史的な認識を持っているという。つまり、日本や欧米などの西側が中国の現状変更と呼んでいるものは中国では失地回復と見なされているということである。

## 米軍の利用
米軍のテキサス州にあるグッドフェロー空軍基地の偵察・情報担当士官の教育訓練機関では、教官が同地図を基に「議論」していることが明らかとなった。東京国際大学の村井友秀教授によれば米空軍が「中国人民解放軍が〝失地回復〟を旗印に動きを加速させる懸念について検証した」可能性があるとしている。

## 2023年において
2023年8月28日、中国共産党が発表した標準国土地図は、国恥地図に近いものになった。 
この地図では九段線と台湾の東側に引かれた1本の線の計10本で構成され、十段線となっている。これは十段線内が中華人民共和国が保有している領土であるという一方的な主張である。水域に関しては領土問題などで東南アジア諸国と対立している南シナ海の9割を中国が保有する領海と一方的に明記した。
マレーシアの南シナ海南端に接続するボルネオ島のサバ州、サラワク州の沖合に広がる排他的経済水域と重複する海域を中国の海洋権益が及ぶ海域として記載されていることにマレーシア政府は中国に対して強く抗議した。 南沙諸島などは中国が保有する島としたことにより、ベトナムから抗議を受けた。
この事から中国は東南アジア諸国連合（ASEAN）と対立が先鋭化する可能性があるとの指摘がある。後日、東南アジア諸国の政府は一斉に中国に対して批判した。また、同時に中国と対立するアメリカ合衆国も批判した
また、中国との国境問題を抱えるインドものインド北東部アルナーチャル・プラデーシュ州の一部と中国が実効支配するカシミール地方のアクサイチンが中国の領土とされたため、インド政府は抗議した。
これらの地図は南シナ海の水域と大陸の国境、台湾のことであるため、日本とは直接関係はなかったものの、尖閣諸島のみが中国名称に変更されていたことについて、日本国政府は抗議した。なお、尖閣諸島は南シナ海のように十段線の明記なども行われなかった。
一方でロシアは、ボリショイ・ウスリースキー島を含む領土全域が中国が保有する領土とされたものの、ロシア連邦政府は沈黙を貫いている。
十段線を全て中国領土及び領海にした場合、カナダを超える事になる。